# Jusheyhoea moseri
Jusheyhoea moseri är en kräftdjursart som beskrevs av Zbigniew Kabata 1991. Jusheyhoea moseri ingår i släktet Jusheyhoea och familjen Chondracanthidae. Inga underarter finns listade i Catalogue of Life.